# Flor do Sertão
Flor do Sertão este un oraș în Santa Catarina (SC), Brazilia.